# Конституция штата Вашингтон
Конституция штата Вашингтон (англ. Constitution of the State of Washington) — основной закон штата Вашингтон, принятый в 1889 году.
Более ранняя конституция была разработана и ратифицирована в 1878 году, но она так и не была официально принята.

## История

### Конституция 1878 года
В 1877 году Орандж Джейкобс, делегат территории Вашингтон в Конгрессе США, обратился с просьбой о принятии закона, который позволил бы Вашингтону стать штатом, как только конституция штата будет разработана и ратифицирована избирателями. В то же время Законодательное собрание территории Вашингтон приняло закон о созыве конституционного конвента. Не дожидаясь решения Конгресса, избиратели Вашингтона избрали пятнадцать делегатов, которые встретились в Уолла-Уолла в июне и июле 1878 года и разработали проект конституции.
Основатели территории одобрили конституцию в ноябре 1878 года. После голосования, с результатом 6537 голосов «за» и 3236 голосов «против», Конгресс не принял законопроект о государственности, внесённый Джейкобсом. Следующий делегат территории Вашингтон, Томас Х. Брентс, также не смог добиться принятия законопроекта о государственности в соответствии с конституцией 1878 года. Более поздние законопроекты о государственности отказались от конституции 1878 года и вместо этого призвали к созыву учредительного собрания штата.
Несмотря на то, что конституция 1878 года так и не была одобрена Конгрессом, она является важным историческим документом, отражающим политическое мышление того времени. Она широко использовалась при разработке конституции штата Вашингтон 1889 года, единственной официальной конституции штата.

### Конституция 1889 года
В декабре 1888 года Конгресс принял закон, позволяющий Вашингтону, Северной Дакоте, Южной Дакоте и Монтане стать штатами. Среди других требований в Разрешающем акте 1889 года Конгресс просил каждый будущий штат разработать и ратифицировать конституцию штата.
После проведения выборов избранные делегаты собрались 4 июля 1889 года в здании Капитолия территории в Олимпии, и всё лето трудились над проектом конституции, которая легла бы в основу всех будущих законов Вашингтона. 23 августа 1889 года конвент завершил свою работу. Майлз К. Мур, последний губернатор территории Вашингтон, призвал к проведению выборов 1 октября 1889 года для ратификации конституции штата и избрания должностных лиц нового правительства штата. Конституция штата Вашингтон была одобрена с итогом 40 152 голоса «за» и 11 879 голосов «против».
Заверенная копия Конституции штата Вашингтон была отправлена курьером президенту Гаррисону, чьё одобрение было необходимо для того, чтобы Вашингтон был провозглашён штатом. 4 ноября 1889 года было получено сообщение, в котором говорилось, что губернатор Мур забыл подписать Конституцию, а президент Гаррисон не может её утвердить. За ночь был подготовлен новый экземпляр, и на следующий день он был отправлен президенту курьером. 11 ноября 1889 года президент издал прокламацию, в которой было объявлено, что Конституция Вашингтона одобрена, и штат был принят в Союз.